# Inna Jakowlewna Stepanowa
Inna Jakowlewna Stepanowa (russisch Инна Яковлевна Степанова; * 17. April 1990 in Ulan-Ude, Burjatien, Russische SFSR, Sowjetunion) ist eine russische Bogenschützin.

## Karriere
Inna Stepanowa begann 2002 mit dem Bogenschießen und gab 2005 ihr internationales Debüt. Sie erzielte ihren ersten internationalen Erfolg 2010 in Rovereto bei den Europameisterschaften, bei denen sie im Einzel hinter ihrer Landsfrau Natalja Erdynijewa die Silbermedaille und mit der Mannschaft, zu der neben ihr und Erdynijewa noch Xenija Perowa gehörte, den Titel gewann.
Zwei Jahre darauf gehörte sie zum russischen Aufgebot bei den Olympischen Spielen in London. Im Einzel erzielte sie in der Platzierungsrunde 653 Punkte und gewann in der Ausscheidungsrunde ihre erste Partien. In der zweiten Runde unterlag sie der Japanerin Ren Hayakawa mit 3:7. Mit der Mannschaft gelang ihr nach Siegen über Großbritannien und Chinese Taipei der Halbfinaleinzug, wo sie gemeinsam mit Kristina Timofejewa und Xenija Perowa gegen China knapp mit 207 zu 208 unterlag. Im Duell um die Bronzemedaille mussten sie anschließend gegen Japan mit 207 zu 209 eine weitere Niederlage hinnehmen und verpassten so als Vierte einen Medaillengewinn.
Nachdem sie 2013 in Rzeszów bei den Halleneuropameisterschaften mit der Mannschaft Bronze gewonnen hatte, wurde sie 2015 in Kopenhagen ebenfalls mit der Mannschaft Weltmeisterin. Gemeinsam mit Tujana Daschidorschijewa und Xenija Perowa setzte sich die für den SC Gepard startende Stepanowa im Halbfinale gegen die topgesetzte südkoreanische und im Finale gegen die indische Mannschaft durch. In der Einzelkonkurrenz schied sie bereits in der ersten Runde aus. Im selben Jahr schied sie bei den Europaspielen in Baku im Achtelfinale des Einzels aus und gewann bei der Sommer-Universiade in Gwangju mit der Mannschaft sowie im Mixed jeweils Bronze.
Bei den Olympischen Spielen 2016 in Rio de Janeiro war sie erneut Teil des russischen Aufgebots. Nach 643 Punkten in der Platzierungsrunde gelangen ihr im Einzel in der Ausscheidungsrunde zwei Siege, darunter gegen Xenija Perowa, sie scheiterte dann aber in der dritten Runde an der Südkoreanerin Choi Mi-sun mit 3:7. Weitaus erfolgreicher verlief der Mannschaftswettkampf. Aufgrund des zweitbesten Resultats in der Platzierungsrunde startete die russische Mannschaft in der Ausscheidungsrunde direkt im Viertelfinale, in dem sie sich mit 5:4 gegen Indien durchsetzten. Durch den anschließenden 5:3-Erfolg gegen Italien und dem damit verbundenen Finaleinzug stand der Medaillengewinn bereits fest. Im Finalduell unterlagen die Russinnen schließlich Südkorea deutlich mit 1:5, sodass Stepanowa gemeinsam mit Tujana Daschidorschijewa und Xenija Perowa die Silbermedaille erhielt.
Es folgten mehrere Medaillengewinne bei Europameisterschaften: 2018 sicherte sie sich in Legnica im Mixed zunächst die Bronzemedaille. Ein Jahr später trat sie bei den Hallenweltmeisterschaften in Samsun an und war dort gleich doppelt erfolgreich. Im Einzel belegte sie ebenfalls den dritten Platz, während sie mit der Mannschaft die Konkurrenz gewann und Europameisterin wurde.